# Norgesmesterskapet 1966
La Norgesmesterskapet 1966 di calcio fu la 61ª edizione del torneo. La squadra vincitrice fu il Fredrikstad, che vinse la finale contro il Lyn Oslo con il punteggio di 3-2.

## Risultati

### Terzo turno
| Squadra 1    | Risultato      | Squadra 2     |
| ------------ | -------------- | ------------- |
| Fredrikstad  | 5 – 2 (d.t.s.) | Eik-Tønsberg  |
| Aurskog      | 3 – 0          | Falken        |
| Frigg        | 2 – 1          | Aalesund      |
| Strømsgodset | 2 - 2 (d.t.s.) | Bryne         |
| Snøgg        | 2 - 3          | Vigør         |
| Start        | 2 – 1          | Sandefjord BK |
| Jarl         | 1 - 2          | Gjøvik-Lyn    |
| Molde        | 1 - 5          | Nidelv        |
| Rosenborg    | 5 – 0          | Langevåg      |
| Bodø/Glimt   | 3 - 4          | Lyn Oslo      |
| Brann        | 5 – 1 (d.t.s.) | Florvåg       |
| Viking       | 4 – 0          | Stavanger     |
| Ørn          | 1 - 3          | Skeid         |
| Pors         | 0 - 1          | Sarpsborg     |
| Herd         | 2 - 3 (d.t.s.) | Steinkjer     |
| Vålerengen   | 4 – 1          | Lillestrøm    |

#### Ripetizione
| Squadra 1 | Risultato | Squadra 2    |
| --------- | --------- | ------------ |
| Bryne     | 2 – 1     | Strømsgodset |

### Quarto turno
| Squadra 1  | Risultato      | Squadra 2   |
| ---------- | -------------- | ----------- |
| Steinkjer  | 8 – 0          | Aurskog     |
| Bryne      | 3 - 3 (d.t.s.) | Frigg       |
| Sarpsborg  | 1 - 3          | Viking      |
| Lyn Oslo   | 6 – 3          | Brann       |
| Gjøvik-Lyn | 5 – 3          | Rosenborg   |
| Nidelv     | 2 - 3          | Vålerengen  |
| Skeid      | 2 – 0 (d.t.s.) | Rosenborg   |
| Vigør      | 1 - 5          | Fredrikstad |

#### Ripetizione
| Squadra 1 | Risultato | Squadra 2 |
| --------- | --------- | --------- |
| Frigg     | 4 – 0     | Bryne     |

### Quarti di finale
| Squadra 1   | Risultato | Squadra 2  |
| ----------- | --------- | ---------- |
| Viking      | 3 – 0     | Stavanger  |
| Frigg       | 2 - 6     | Skeid      |
| Fredrikstad | 3 – 0     | Vålerengen |
| Gjøvik-Lyn  | 3 – 1     | Skeid      |

### Semifinali
| Squadra 1 | Risultato | Squadra 2   |
| --------- | --------- | ----------- |
| Viking    | 1 - 2     | Fredrikstad |
| Lyn Oslo  | 7 – 0     | Gjøvik-Lyn  |

### Finale
| Arbitro: | Granlund |

|                                     |           |                      |
| Borgen 33’, 59’ Pedersen 89’ (rig.) | Marcatori | 54’ Berg 67’ Stavrum |

#### Formazioni
| Fredrikstad (4-2-4) |  |                   |
|                     |  |                   |
| POR                 |  | Per Mosgaard      |
| DIF                 |  | Kjell Andreassen  |
| DIF                 |  | Roar Johansen     |
| DIF                 |  | Hans Mathisen     |
| DIF                 |  | Jan Hermansen     |
| CEN                 |  | Arne Pedersen     |
| CEN                 |  | Thor Spydevold    |
| ATT                 |  | Bjørn Borgen      |
| ATT                 |  | Tore Hansen       |
| ATT                 |  | Per Kristoffersen |
| ATT                 |  | Jan Aas           |

| Lyn Oslo (4-2-4) |  |                     |
|                  |  |                     |
| POR              |  | Svein Bjørn Olsen   |
| DIF              |  | Jan Rodvang         |
| DIF              |  | Andreas Morisbak    |
| DIF              |  | Einar With          |
| DIF              |  | Knut Kolle          |
| CEN              |  | Kjell Saga          |
| CEN              |  | Arild Gulden        |
| ATT              |  | Jan Berg            |
| ATT              |  | Svein Bredo Østlien |
| ATT              |  | Ole Stavrum         |
| ATT              |  | Harald Berg         |